# Yannick Boli
Yannick Boli (* 13. Januar 1988 in Saint-Maur-des-Fossés) ist ein französischer Fußballspieler. Er ist der Neffe der ehemaligen Fußballprofis Roger und Basile Boli.

## Karriere
Boli wurde in der Nachwuchsabteilung von Paris Saint-Germain groß und absolvierte dort auch seine ersten Einsätze in der Ligue 1. 2010 wurde er von Olympique Nîmes verpflichtet, wo er die nächsten anderthalb Jahre verbrachte. Boli wechselte ablösefrei zur Winterpause der Saison 2011/12 zum bulgarischen Erstligisten FC Tschernomorez Burgas. Sein Debüt für den Klub aus Burgas feierte er am 10. März 2012 im Spiel gegen Lokomotive Plowdiw, das von FC Tschernomorez mit 0:2 verloren wurde.
Am 17. Februar 2013 gab der ukrainische Erstligist Sorja Luhansk bekannt, Yannick Boli für zwei Jahre verpflichtet zu haben. Zur Saison 2014/15 wechselte er nach Russland zu Anschi Machatschkala. Er stieg mit seiner Mannschaft im Jahr 2015 in die Premjer-Liga auf. Nach dem Klassenerhalt 2016 verlor er seinen Stammplatz. Anfang 2017 wechselte er Dalian Yifang in die chinesische League One. Er schoss seine Mannschaft mit 16 Tore bei 24 Einsätzen in der Saison 2017 zum Aufstieg. Anfang 2018 verließ er den Klub wieder und schloss sich dem US-amerikanischen Franchise Colorado Rapids an. Dort konnte er in der Spielzeit 2018 seine Torjägerqualitäten selten unter Beweis stellen, kam häufig als Einwechselspieler zum Zuge und erzielte nur zwei Treffer. Anfang 2019 wechselte er nach Asien. Hier unterschrieb er in Thailand einen Vertrag beim Ratchaburi Mitr Phol in Ratchaburi. Der Verein spielte in der ersten Liga des Landes, der Thai League. Für Ratchaburi absolvierte er 34 Erstligaspiele. Port FC, ein Verein aus der Hauptstadt Bangkok, nahm ihn Anfang 2021 unter Vertrag. Für Port absolvierte er 16 Spiele in der ersten Liga. Im Mai 2021 wechselte Boli auf Leihbasis zum Erstligaaufsteiger Chiangmai United FC. Nach einer Saison in der ersten Liga musste er mit Chiangmai nach der Saison 2021/22 wieder in die zweite Liga absteigen. Zum Ende der Saison wurde sein Vertrag von Port nicht verlängert.

## Erfolge
Ratchaburi Mitr Phol FC
- FA Cup

Finalist: 2019
Dalian Yifang
- China League One: 2017

Anschi Machatschkala
- Perwenstwo FNL

2. Platz: 2014/2015